# Next Level (canção)
"Next Level" é uma canção gravada pelo girl group sul-coreano Aespa. Foi lançada digitalmente em 17 de maio de 2021, pela SM Entertainment. Composta por Yoo Young-jin, Adam McIniss, Mario Marchetti e Sophie Curtis, a faixa é descrita como uma canção dance e hip hop com uma ponte jazz otimista. A canção é uma continuação da história do grupo de seu single de estreia "Black Mamba", contando sua jornada no universo fictício de Kwangya em busca do mencionado "mal".
Após seu lançamento, "Next Level" recebeu críticas positivas dos críticos por sua produção de hip-hop e o desempenho das integrantes. A canção é o primeiro hit top cinco do grupo em seu país natal, sua segunda entrada no top cinco na Billboard World Digital Song Sales e sua segunda entrada na Billboard Global 200, tornando Aespa apenas o terceiro girl group sul-coreano a aparecer na parada global mais de uma vez. Eventualmente, alcançou vários prêmios no final de 2021 e 2022, mais notavelmente tanto a Melhor Canção de K-pop quanto a Canção do Ano no 19º Korean Music Awards, tornando Aespa o primeiro girl group ídolo da SM a ganhar mais de uma vez na premiação e o segundo girl group na história da premiação a vencer na última categoria, após a vitória das colegas de gravadora Girls' Generation em 2010.

## Antecedentes e lançamento
Em 4 de maio de 2021, a agência de notícias sul-coreana Ilgan Sports informou que Aespa estava nos estágios finais de preparação para seu tão esperado retorno. O relatório foi posteriormente confirmado pela SM Entertainment, acrescentando que outros detalhes do retorno seriam divulgados em uma data posterior. Em 5 de maio, o grupo lançou um teaser enigmático do single nas redes sociais e confirmou que a data de retorno seria 17 de maio de 2021. De 7 a 10 de maio, imagens teaser foram lançadas para cada integrante individual do grupo (na ordem: Karina, Winter, Giselle, Ningning). Em 17 de maio, a canção junto com o videoclipe foi lançada.

## Composição
"Next Level" foi composta por Yoo Young-jin, Adam McIniss, Mario Marchetti e Sophie Curtis. Além disso, o fundador e produtor da SM Entertainment, Lee Soo-man, ajudou o grupo a adicionar uma "cor distinta à música". A canção refaz a canção de A$ton Wyld de mesmo nome, que apareceu na trilha sonora de Fast & Furious Presents: Hobbs & Shaw. Em uma entrevista ao ReacttotheK, McInnis revelou que a SM o contatou sobre uma possível regravação da canção. Ele afirmou que a maioria das alterações feitas nele são feitas pela SM e apenas a empresa enviaria apenas versões diferentes da canção para ele.
Musicalmente, "Next Level" é uma canção dance e hip hop com um rap "descolado" e um riff de baixo "enérgico", apresentando a "poderosa voz e variedade" de Aespa. Yeom Dong-gyo do IZM notou o "som hip-hop original" da canção. Mariel Abanes, da NME, a descreveu como uma "feroz canção dance-pop em um mundo futurista". Divyansha Dongre, da Rolling Stone India, chamou a música de "hino EDM enérgico", enquanto observou a "mudança na composição e arranjo para combinar com o estilo único do grupo". Além disso, Dongre reconheceu as "mudanças de ritmo no meio da faixa com uma composição inspirada no jazz otimista". Karina mencionou que é uma canção "descolada e enérgica com um arranjo musical dinâmico", enquanto mencionou que elas tentaram trazer mais poder ao single por meio de suas vozes. A canção é composta no tom de si menor com um andamento de 109 batidas por minuto. Liricamente, a canção contêm uma história sobre a jornada do grupo em seu universo ficcional, Kwangya, enquanto tentam encontrar um ser maligno chamado "Black Mamba". O grupo revelou que a canção é uma sequência de "Black Mamba" (2020), durante a qual a conexão com sua ae foi cortada.

## Recepção crítica
Após seu lançamento, "Next Level" recebeu críticas positivas dos críticos musicais. Hakyung Kate Lee da ABC News reconheceu a "surpreendente popularidade" da canção, explicando ainda que a canção foi "alimentada por um conceito único de identidade e história de Aespa". Hugh McIntyre da Forbes notou a melodia por trazer Aespa para a metade superior da tabela de classificação pela primeira vez, acrescentando ainda que "isso as ajuda a ingressar em um clube muito exclusivo de alguns dos girl groups de maior sucesso da Coreia do Sul". Em uma resenha individual, o escritor Yeom Dong-gyo da IZM observou a faixa por seu "som hip-hop original que se mantém no rap sofisticado de Karina e Giselle", elogiando ainda mais a parte aguda de Winter que "energiza a ponte, tecendo suavemente a composição mutante da canção" e avaliou com três estrelas de cinco. Third do Idology comentou sobre a "composição ridícula" da canção, mas chamou-a de "bastante atraente". Além disso, Third descreveu a composição da canção como uma intenção de funcionar como uma espécie de trilha sonora original ao invés de uma música independente.
| Crítica/Publicação | Lista                                                     | Posição  | Ref.   |
| ------------------ | --------------------------------------------------------- | -------- | ------ |
| Billboard          | 25 melhores canções de K-pop de 2021                      | 2        | [ 24 ] |
| Idology            | As 10 melhores canções do ano                             | Colocado | [ 25 ] |
| Insider            | As melhores músicas de K-pop de 2021                      | 3        | [ 26 ] |
| IZM                | Melhores canções de K-pop do ano                          | Colocado | [ 27 ] |
| Music Y            | Top 10 canções de 2021                                    | 5        | [ 28 ] |
| NME                | bAs 25 melhores canções de K-pop de 2021                  | 2        | [ 29 ] |
| NME                | As 50 melhores canções de 2021                            | 45       | [ 30 ] |
| Rolling Stone      | As 100 melhores canções da história da música pop coreana | 89       | [ 31 ] |
| SCMP               | As 20 melhores músicas de K-pop de 2021                   | 1        | [ 32 ] |
| Spotify            | 10 Melhores Músicas de K-Pop de 2021                      | 1        | [ 33 ] |
| Teen Vogue         | As 54 Melhores Músicas de K-Pop de 2021                   | Colocado | [ 34 ] |
| Tonplein           | As 50 Melhores Músicas de K-pop de 2021 (Yang So-ha)      | 1        | [ 35 ] |

## Reconhecimentos
| Cerimônia                  | Ano  | Categoria                                    | Resultado | Ref.   |
| -------------------------- | ---- | -------------------------------------------- | --------- | ------ |
| Gaon Chart Music Awards    | 2022 | Artista do Ano (Canção Digital) – Maio       | Indicado  | [ 36 ] |
| Golden Disc Awards         | 2022 | Canção Digital Bonsang                       | Venceu    | [ 37 ] |
| Joox Thailand Music Awards | 2022 | Canção Coreana do Ano                        | Indicado  | [ 38 ] |
| Korean Music Awards        | 2022 | Melhor Canção de K-pop                       | Venceu    | [ 39 ] |
| Korean Music Awards        | 2022 | Canção do Ano                                | Venceu    | [ 39 ] |
| Melon Music Awards         | 2021 | Canção do Ano                                | Venceu    | [ 40 ] |
| Mnet Asian Music Awards    | 2021 | Melhor Performance de Dança – Grupo Feminino | Venceu    | [ 41 ] |
| Mnet Asian Music Awards    | 2021 | TikTok Canção do Ano                         | Indicado  | [ 42 ] |

## Desempenho comercial
"Next Level" estreou na nona posição na Gaon Digital Chart da Coreia do Sul com emissão da parada datada de 16 a 22 de maio de 2021, tornando-se o primeiro single top dez de Aespa na parada. Alcançou o número dois na quinta semana, rendendo ao grupo a primeira entrada no top dois e o maior pico até agora. A canção também estreou e alcançou a posição sete no componente Download Chart. Também estreou na 12ª posição e atingiu o ponto máximo na posição 3 no componente Streaming Chart. Além disso, estreou na posição 47 na parada componente BGM. O single entrou na Billboard K-pop 100 na posição 33 na edição da parada de 29 de maio de 2021. Alcançou o número cinco na semana seguinte e atingiu o número três com a emissão da parada datada de 12 de junho de 2021. No Japão, "Next Level" estreou na posição 77 na Billboard Japan Hot 100 na emissão da parada datada de 26 de maio de 2021, e também estreou na posição 65 no componente Download Chart. Em Singapura, o single estreou na 25ª posição no Streaming Chart, mais tarde chegando ao número 23. Também estreou na posição 12 no Regional Chart, e atingiu o número seis.
Nos Estados Unidos, "Next Level" estreou e alcançou a terceira posição na Billboard World Digital Song Sales. O single estreou no número 97 na Billboard Global 200 com publicação na parada datada de 29 de maio de 2021, um aumento de 86 posições em relação à sua canção de estreia "Black Mamba" e tornando Aespa o terceiro girl group sul-coreano a alcançar a parada mais de uma vez depois de Blackpink e Itzy. A canção alcançou a posição 65 na semana seguinte. A canção também estreou no número 54 na Billboard Global Excl. US, e atingiu o número 34 na semana seguinte.

## Videoclipe

### Antecedentes

Uma cena no videoclipe, onde Aespa é visto em um VFX futurista com gráficos de computador coloridos.

Em 15 de maio de 2021, um teaser de vídeo de 28 segundos para "Next Level" foi carregado no canal oficial da SM Town, com o videoclipe oficial sendo lançado dois dias depois. O videoclipe foi lançado no canal oficial da SM Entertainment no YouTube em 17 de maio de 2017, para coincidir com o lançamento digital da canção. O videoclipe que acompanha a faixa foi dirigido por Paranoid Paradigm. Aespa revelou que o fundador da SM Entertainment, Lee Soo-man, dirigiu seu vídeo de apresentação de coreografia, composição, movimento de palco, trabalho de câmera, roupas e gestos.

### Sinopse e recepção
O videoclipe conta a história de uma aventura na selva para encontrar "Black Mamba", o antagonista que está ameaçando e interferindo com "Synk", que é a conexão entre elas e a "ae". Após o lançamento do videoclipe, o escritor Moon Wan-sik do StarNews observou os "CGs coloridos e performances intensas". Patti Sunio do South China Morning Post descreveu o videoclipe como um "deleite visual que não apenas mostra os estilos de moda ousados de Aespa", elogiando ainda mais o grupo por seus "vocais versáteis e coreografia poderosa". Divyansha Dongre, da Rolling Stone India, observou seu videoclipe "fresco e vibrante com cinematografia colorida combinada com VFX futurista" que está elevando o apelo da faixa. Em 19 de junho de 2021, o videoclipe da faixa atingiu 100 milhões de visualizações no YouTube em 32 dias e oito horas, que é o menor tempo em que um vídeo de Aespa acumulou tantas visualizações. O videoclipe ficou em sexto lugar no videoclipe mais popular do YouTube na Coreia de 2021.

## Promoção e apresentações ao vivo
Em 20 de maio de 2021, Aespa revelou sua primeira fase de apresentação de "Next Level" no canal oficial do grupo no YouTube. Para a apresentação, a coreografia de Kiel Tutin, Jojo Gomez, Rozalin, Lee Ba-da, Jeon Yeo-jin, Redlic e Rian foi encomendada. Em 21 de maio, o grupo lançou um vídeo de confirmação da coreografia da música em que Lee Soo-man pessoalmente confirmou o movimento da coreografia e o caminhar da câmera do visual. O grupo subsequentemente carregou sua segunda e terceira apresentações em seu canal oficial em 25 e 27 de maio. Em 20 de junho, o grupo lançou uma prática de dança versão empresa para a canção. Para comemorar o lançamento do novo jogo Battle Royale da Kakao Games, Eternal Return, foi lançado um vídeo especial de comemoração da música em 22 de julho. Também apresentava um palco com uma introdução à visão de mundo e à atmosfera do jogo, com a canção sendo considerada a trilha sonora original do jogo.
Em 28 de maio de 2021, Aespa teve seu primeiro show musical no Music Bank. Como parte das promoções de "Next Level", a canção também foi apresentada ao vivo durante a semana de promoção no Inkigayo, M Countdown e Show! Music Core. Em 25 de junho, o grupo apareceu no Music Bank First Half Special, onde apresentou o single. O grupo apresentou a canção no 27º Dream Concert realizado no Seul World Cup Stadium em Sangam-dong, Seul em 26 de junho, onde elas também apresentaram "Black Mamba". Durante a participação do grupo no Segundo Fórum Mundial da Indústria Cultural (WCIF), o grupo apresentou o single junto com "Black Mamba" e "Forever" em um palco combinando tecnologias RA e XR. Em 12 de agosto, o grupo apresentou a canção, bem como "Black Mamba" no Korea on Stage - Namwon Gwanghallu, apresentado pela Administração do Patrimônio Cultural e organizado pela Korea Foundation e o Korean Broadcasting System (KBS). Em 25 de setembro, o single junto com "Black Mamba" foi apresentado no 2021 INK Incheon K-pop Concert. Como parte da colaboração do grupo com League of Legends: Wild Rift, elas cantaram a canção na fase de abertura do Wild Rift SEA Championship Grand Finals apresentado pela ESL Mobile Challenge Finals em 3 de outubro. O grupo cantou a canção no Changwon K-pop World Festival 2021 com a apresentação realizada nos palcos ao ar livre de Changwon e pontos de referência da Coreia do Sul. Para a celebração do Dia da ONU em 2021, a apresentação da cultura de Nova Iorque, o grupo apresentou a canção e uma versão orquestrada de "Black Mamba". Em 14 de novembro, o grupo cantou a canção junto com "Black Mamba" e "Savage" para o 2021 World K-pop Concert realizado pelo Ministério da Cultura, Esportes e Turismo e a Fundação Coreana para  Intercâmbio Cultural Internacional no Korea International Exhibition Center (KINTEX).

## Remixes
Em 10 de setembro de 2021, foi anunciado que as versões remix de "Next Level" seriam lançadas como um single intitulado iScreaM Vol.10: Next Level Remixes. Apresentava três versões remix da música do DJ francês Habstrakt, do produtor da ScreaM Records IMLAY e do produtor beat maker Lionclad. Em 13 de setembro, um teaser de videoclipe de 33 segundos para "Next Level (Habstrakt Remix)" foi carregado no canal oficial da SM Town. O single álbum foi lançado em 14 de setembro, junto com o videoclipe e um visualizador de vídeo para "Next Level (IMLAY Remix)". Um vídeo ao vivo para "Next Level (Lionclad Remix)" foi lançado no canal oficial da ScreaM Record no YouTube em 20 de setembro. "Next Level (Habstrakt Remix)" estreou no número 183 na Gaon Digital Chart da Coreia do Sul com publicação da tabela datada de 12 a 18 de setembro.

## Lista de faixas
- Download digital / streaming – Versão original[9]

1. "Next Level" – 3:41

- Download digital / streaming – Remixes[111]

1. "Next Level" (Habstrakt Remix) – 3:20
2. "Next Level" (IMLAY Remix) – 3:45
3. "Next Level" (Lionclad Remix) – 3:45

## Créditos e pessoal
Créditos adaptados de Melon.
Estúdio
- SM BoomingSystem – gravação, edição digital, engenharia para mixagem, mixagem
- Sonic Korea – masterização

Pessoal
- Aespa – vocais, vocais de fundo
- Yoo Young-jin – letra em coreano, composição, arranjo, supervisão de música e som, direção de voz, vocais de fundo, gravação, edição digital, engenheiro de mixagem

- Adam McInnis –  composição, arranjo
- Mario Marchetti – composição, arranjo
- Sophie Curtis –  composição
- Kriz – vocais de fundo
- Cheon Hoon – masterização
- Shin Soo-min – assistente de masterização

## Desempenho nas paradas musicais
| Parada musical (2021)                               | Melhor posição |
| --------------------------------------------------- | -------------- |
| Coreia do Sul (Billboard)                           | 11             |
| Coreia do Sul (Gaon)                                | 2              |
| Coreia do Sul (K-pop Hot 100)                       | 2              |
| Estados Unidos (Billboard World Digital Song Sales) | 3              |
| Global 200 (Billboard)                              | 65             |
| Japão (Japan Hot 100)                               | 77             |
| Singapura (RIAS)                                    | 23             |

| Parada musical (2021)         | Posição |
| ----------------------------- | ------- |
| Coreia do Sul (Gaon)          | 22      |
| Coreia do Sul (K-pop Hot 100) | 2       |

| Parada musical (2021)  | Posição |
| ---------------------- | ------- |
| Coreia do Sul (Gaon)   | 5       |
| Parada musical (2022)  | Posição |
| Coreia do Sul (Circle) | 25      |
| Parada musical (2023)  | Posição |
| Coreia do Sul (Circle) | 143     |

## Certificações
| Região                                                          | Certificação | Unidades certificadas/vendas |
| --------------------------------------------------------------- | ------------ | ---------------------------- |
| Coreia do Sul (KMCA)                                            | 2x Platina   | 200,000,000†                 |
| Japão (RIAJ)                                                    | Ouro         | 50,000,000†                  |
| † Números somente de streaming com base apenas na certificação. |              |                              |

## Histórico de lançamento
| Região | Data                   | Formato(s)                 | Versão   | Gravadora(s)      | Ref.    |
| ------ | ---------------------- | -------------------------- | -------- | ----------------- | ------- |
| Várias | 17 de maio de 2021     | Download digital streaming | Original | SM Dreamus        | [ 2 ]   |
| Várias | 14 de setembro de 2021 | Download digital streaming | Remixes  | SM Dreamus ScreaM | [ 125 ] |